# Gobionellus munizi
Gobionellus munizi és una espècie de peix de la família dels gòbids i de l'ordre dels perciformes de troba a Cuba.